# Телевидение на Тайване

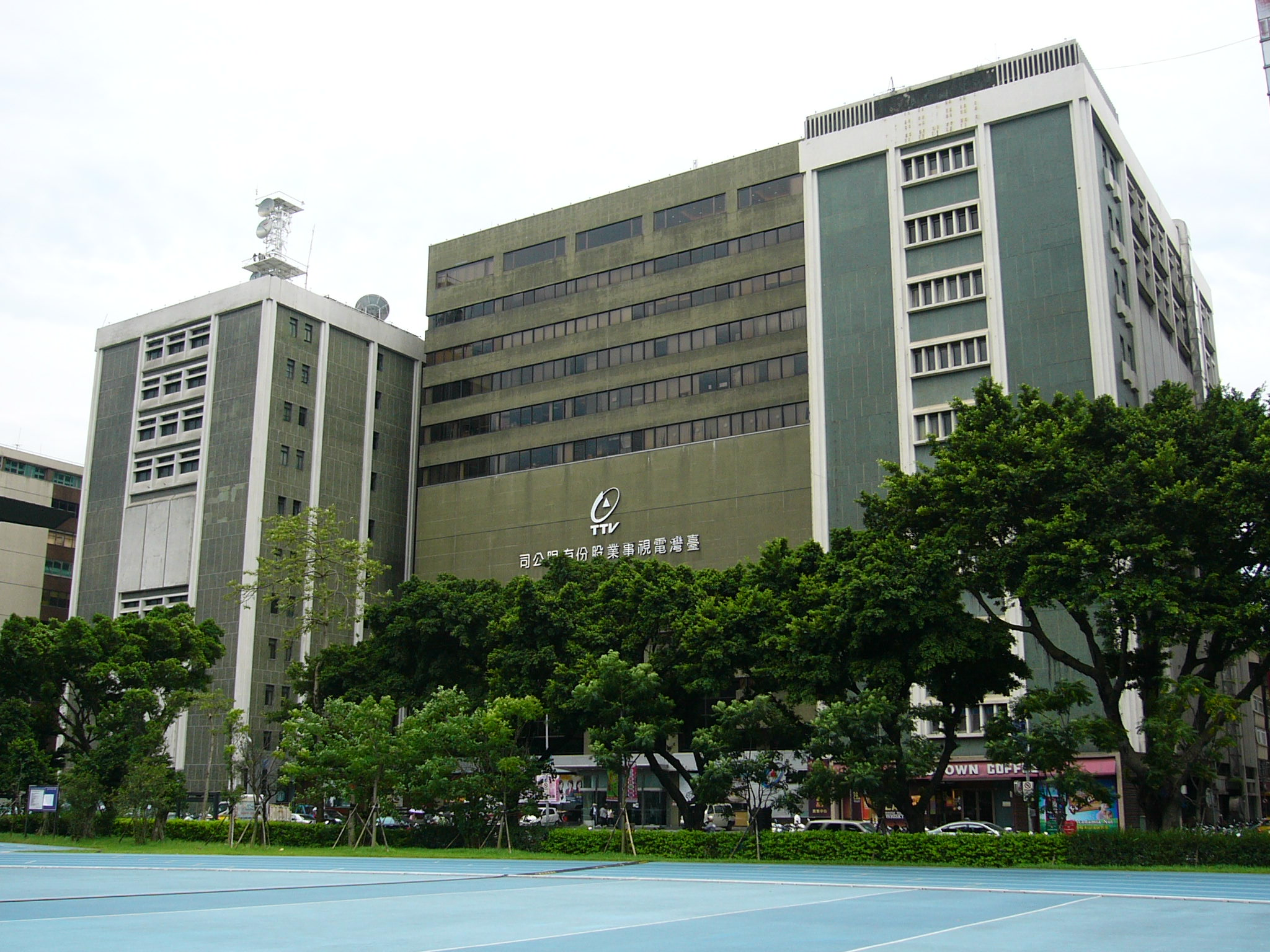
Главный офис телевизионной компании TTV

Телеканалы Китайской Республики, широко известной как Тайвань.

## История
Телевизионная индустрия в Китае берёт начало с декабря 1922 года, когда американский бизнесмен П. Осборн основал первую радиостанцию в Шанхае. Более чем тридцать лет спустя — в конце 1950-х годов — телевизионная индустрия начала развиваться с помощью другой страны, на этот раз Японии.
Не прошло и двух лет после капитуляции Японии 14 августа 1945 года, как были внесены предложения об учреждении телевизионного вещания в Китае. Подготовка шла полным ходом, но реализация данного проекта было сорвано из-за вооружённого восстания коммунистов. После переезда гоминьдановского правительства Чан Кайши на Тайвань в 1949 году телепроект не был полностью забыт, хотя обстоятельства не позволили его немедленную реализацию. Рождению Национального образовательного телевидения (NETV) 14 февраля 1962 г. предшествовали следующие знаменательные события:
- Сентябрь 1951 года — Кабинет министров решило, что телекомпания страны должна быть частным бизнесом.
- 1952 — Х. П. Цзэн, вице-президент Китайской радиовещательной корпорации, посетил Соединённые Штаты, чтобы ознакомиться с работой телевидения в этой стране[4]. Он вернулся с проспектом, разработанным американской компанией RCA для телевизионной станции на Тайване. Стоимость запуска данной станции было оценено 80 000 сингапурских долларов.
- 1957 — Всемирный колледж журналистики в Тайбэе открыл факультет радио- и телевещания[5][6].
- 1958 — создана телевизионная инженерная мастерская для обучения телевизионных кадров и издания соответствующих книг.
- 1959 — Министерство связи завершило разработку трёх законопроектов о создании телестанций, технических условиях телевещания и регистрации приёмных устройств. Работа над этими законопроектами была завершена 17 октября 1960 года[7].

В эти годы первоначальный упор делался на образование. В течение следующих десяти лет были созданы ещё три телевизионных станции, которые были коммерческими: Тайваньская телевизионная станция (TTV) (в 1962 году), через восемь месяцев после открытия NETV; Китайская телевизионная компания (CTV) (в 1969 году); и Китайская телевизионная служба (CTS) (в 1970 году).

## Цифровое телевидение
1 июля 2004 года цифровое телевидение было запущено на всей территории Тайваня с использованием системы DVB-T. После нескольких лет одновременного вещания Тайвань к 2014 году заменил аналоговое вещание цифровой системой. Кабинет министров Китайской Республики утвердил меру, обязывающую с 2006 года оснащать все новые телевизоры цифровым ТВ-тюнером. Правило применялось к телевизорам размером от 21 до 29 дюймов (в 2007 году) и к телевизорам всех размеров (в 2008 году). Семьям с низкими доходами, перешедшим на цифровое телевидение, правительство выделило 300 миллионов тайваньских долларов на покупку конвертеров или новых цифровых телевизоров. В феврале 2009 года «Национальная комиссия по коммуникациям» предложила поправки к Закону о кабельном телевидении: они включают в себя обязательство кабельных компаний предоставлять бесплатные приставки.

## HDTV
Телевидение высокой чёткости было представлено тайваньской аудитории с пробным запуском HiHD, предоставленным «Службой общественного телевидения».

## Кабельное телевидение
На Тайване преобладает кабельное телевидение из-за низкой стоимости подписки (обычно около 550 новых тайваньских долларов или $15 в месяц) и нехватки бесплатного эфирного телевидения, включающего четыре канала. Программирование ведётся в основном на китайском и тайваньском языках, а также есть несколько каналов на английском, японском и других иностранных языках. Мини-сериалы, называемые тайваньскими драмами, популярны и экспортируются в основном на рынки Восточной и Юго-Восточной Азии и Латинской Америки, а некоторые драмы доступны на платформах OTT, таких как Netflix, YouTube или Viki. Есть специальная станция для тайваньского меньшинства хакка, а также запуск в 2005 году канала коренных народов. Почти все программы на языке оригинала с традиционными китайскими субтитрами.